# Mulheres parisienses com traje da Argélia (O Harém)
Mulheres parisienses com traje da Argélia (O Harém) é uma pintura a óleo sobre tela do pintor impressionista francês Pierre-Auguste Renoir data de 1872. Pelas suas características, esta pintura faz parte da fase inicial de Renoir: a retratação de figuras, estrutura vertical, cores quentes e os trajes argelinos, são demonstrativos da influência de Mulheres Argelinas em sua Casa de Delacroix. Esta obra foi recusada pelo Salão de Paris em 1872, e acabou por ser rejeitada por Renoir que acabou por vendê-la por uma pequena quantia. Encontra-se no Museu Nacional de Arte Ocidental em Tóquio. Acredita-se que uma das modelos para essa obra foi Lise Tréhot, que tinha um relacionamento amoroso com Renoir. Foi uma das últimas pinturas em que Tréhot trabalhou para Renoir.

## Orientalismo na Pintura
No século XIX, a temática orientalista esteve muito presente nas produções artísticas francesas pois, nesse período, a colonização do Magrebe pela França estava em andamento. As pinturas frequentemente eram realizadas com base em relatos de viajantes europeus, muitas vezes patrocinados pelos países colonizadores, sendo portanto impossível dizer que as obras desta temática retratem fielmente a realidade dos países em questão. Além disso, os relatos foram escritos em uma perspectiva colonial e racista, outro fator de distorção a ser considerado. Mesmo o termo Harém tomou uma conotação no ocidente que difere de seu sentido original: casa residencial majoritariamente habitada por mulheres, geralmente reunindo diversas gerações e relações femininas: co-esposas, mães e filhas, avós e netas, noras e sogras, etc.
O quadro em questão, de 1872, mostra disposições típicas do orientalismo na pintura: mulheres seminuas em momentos íntimos, geralmente ligados à beleza e ao cuidado do corpo (eram frequentes quadros que retratavam saunas femininas, por exemplo). É possível observar também a tendência de retratar objetos orientais como tapetes, jóias e sapatos.
Na cena elaborada por Renoir em Mulheres parisienses com traje da Argélia (O Harém), vê-se uma mulher ao centro, de pele e cabelos claros, sentada sobre um tapete, sendo atendida por duas mulheres de cabelos negros. A primeira tem em suas mãos um pequeno aplicador de Kohl, maquiagem oriental para o contorno dos olhos, enquanto a outra segura um espelho pelo qual a mulher loira se vê. Ao fundo, no canto superior direito do quadro, observa-se uma quarta mulher dentro do quarto, que espreita por uma janela, como se estivesse se escondendo de algo exterior ao mesmo tempo que tenta enxergá-lo. A mulher que segura a maquiagem também olha em direção à janela ao fundo do cômodo. Esse posicionamento dos corpos femininos é típico na pintura orientalista: algumas mulheres olham para o exterior ao mesmo tempo em que uma cena sensual acontece dentro. Isso remeteria à ideia de espera pelo estrangeiro ou até mesmo de esconder um mistério feminino oriental.

## Homenagem a Delacroix
Na década de 1870, Renoir rejeitou temporariamente o realismo de Gustave Courbet e Édouard Manet, favorecendo as questões da cor e do drama inspirado por seu ídolo, Delacroix. Ele pintou O Harém em homenagem às Mulheres de Argel de Delacroix (1834, Louvre), que mais tarde descreveu como "a imagem mais bela da existência".
O título do quadro de Renoir remete à natureza artificial da pintura orientalista, deixando claro que eram mulheres parisienses em trajes argelinos. Também pode ser uma referência humorística ao fato de que Delacroix foi forçado a pintar Mulheres de Argel em estúdio usando modelos francesas depois de não ter conseguido acesso adequado ao alojamento feminino em Argel durante sua viagem, em 1832.
Roger Benjamin descreveu o Harém como uma "desmistificação naturalista do Oriente" e de natureza de releitura artística. Foi rejeitado para o Salão de 1872 que Benjamin argumenta como fato que deu fim nas experiências de Renoir com o Orientalismo na década de 1870. Embora os trajes e a cultura argelinas fossem bem conhecidos na França em meados do século XIX como resultado do envolvimento colonial francês no país, Renoir não visitou a Argélia até 1881.